# Бобрик (притока Терну)
Бобрик — річка в Україні, у Сумському й Роменському районах Сумської області. Ліва притока Терна (басейн Дніпра).

## Опис
Довжина річки приблизно 29 км.

## Розташування
Бере початок на північному заході від села Машарі. Тече переважно на північний захід через Комарницьке і у селищі Терни впадає у річку Терн, праву притоку Сули.
Населені пункти вздовж берегової смуги: Бобрик, Біликівка, Володимирівка.
Річку перетинає автошлях Р 61.